# Scherz-Polka
Scherz-Polka (Polka humoristique) est une polka de Johann Strauss II  (op. 72). L'œuvre est créée le 28 novembre 1849, soit dans la salle de danse Zum Sperl, soit dans la salle Sofienbad à Vienne.

## Histoire
La polka est l'une des premières compositions du fils de Johann Strauss après la mort de ce dernier. Elle est créée par l'orchestre Strauss, désormais dirigé par le jeune Strauss, à l'occasion du bal de Sainte-Catherine . Concernant le lieu de la première, il y a différents détails sur la description du CD par Naxos. En conséquence, la première a lieu soit dans la salle de danse Zum Sperlbauer, soit dans la salle Sofienbad.

## Durée
Sa durée d'exécution est de 1 minutes et 59 secondes. Elle peut varier selon l'interprétation musicale du chef d'orchestre.

## Postérité
La pièce est jouée lors du célèbre concert du nouvel an à Vienne : en 1984 et 1999 (Lorin Maazel) ; 2003 (Nikolaus Harnoncourt).